# Ebbe Eberhardson
Stig Ebbe Helmer Eberhardsson, född 1 juni 1927 i Skammelstorp utanför Läckeby i Åby församling i Kalmar län, död där 16 november 2020, var en svensk konstnär.
Eberhardson studerade vid Otte Skölds målarskola 1947–1949 och för Iván Grünewald 1951 samt under studieresor till Spanien 1956–1958. Han har medverkat i utställningar på Kalmar museum, Jönköpings museum och på Växjö museum. Som illustratör har han bland annat illustrerat ett antal av Bengt Cidden Anderssons böcker. Eberhardson är representerad vid Moderna Museet, Jönköpings museum och Kalmar museum.